# Умбрјано (Анкона)
Умбрјано (итал. Umbriano) насеље је у Италији у округу Анкона, региону Марке.
Према процени из 2011. у насељу је живело 40 становника. Насеље се налази на надморској висини од 32 м.